# Третья война диадохов
Третья война диадохов (315/314—311/310 годы до н. э.) — одна из войн между военачальниками Александра Македонского за передел Македонской империи.
После Второй войны диадохов наиболее могущественным военачальником, который подчинил себе большую часть азиатских владений империи Александра, стал Антигон. Против него сформировалась коалиция между правителями Македонии Кассандром, Египта Птолемеем, Фракии Лисимахом, Карии Асандром и изгнанным сатрапом Вавилонии Селевком.
Начало войны было успешным для Антигона. Он смог захватить Сирию, Финикию, Карию и Грецию. Переломным для хода войны стала битва при Газе, во время которой Птолемей разбил войско Антигона под командованием его сына Деметрия. Победа при Газе открыла врагам Антигона путь вглубь его азиатских владений. Селевк, воспользовавшись моментом, решил вернуть себе власть в Вавилоне. Птолемей выделил военачальнику тысячу воинов и 200 всадников, с которыми Селевк и отправился в Вавилонию. Впоследствии Селевк смог не только вернуть себе власть в регионе, но и создал на территории владений Антигона государство Селевкидов.
На этом фоне между Антигоном, с одной стороны, и Птолемеем, Лисимахом и Кассандром, с другой, был подписан мирный договор, по условиям которого каждый из диадохов сохранял свои прежние владения. Соответственно, в этой войне не было победителей. Завершение Третьей войны диадохов стало лишь временной передышкой для подготовки к новым сражениям за передел империи Александра.

## Предыстория
В 323 году до н. э. внезапно умер Александр Македонский, оставив после себя огромную империю, включавшую в себя значительную часть Балканского полуострова, острова Эгейского моря, огромные территории в Азии, в том числе и часть Индии, а также Египет. После непродолжительной смуты новыми македонскими царями были объявлены слабоумный брат Александра Филипп III Арридей, а также новорождённый сын Александра от Роксаны. Регентом при них стал Пердикка. Вслед за этим назначением Македонская империя была поделена между военачальниками Александра. Распределение сатрапий в Вавилоне после смерти Александра стало основой последующего раскола Македонской империи. Многие из сатрапов изначально недолюбливали регента империи Пердикку и впоследствии использовали первую же возможность для восстания против его власти.
Гибель Пердикки и завершение Первой войны диадохов привели к новому переделу империи в Трипарадисе. В ходе последующей Второй войны диадохов были убиты формальный царь Македонской империи Филипп III Арридей, мать Александра Македонского Олимпиада и военачальник Эвмен. Главным выгодополучателем Второй войны диадохов стал Антигон, который подчинил большую часть азиатских территорий Македонской империи. Резкое усиление могущества Антигона не устраивало никого из диадохов. Опасения бывших военачальников Александра Македонского подогревал Селевк, который утверждал, что Антигон хочет устранить всех некогда служивших Александру сатрапов. Между правителем Египта Птолемеем, правителем Македонии Кассандром, сатрапом Фракии Лисимахом и Селевком, который был вынужден покинуть свои владения в Вавилонии, был заключён направленный против Антигона союз. Антигон, в свою очередь, отправил к ним послов с предложением поддерживать «узы дружбы, благодаря которым ему довелось доставить им торжество их общих интересов». Одновременно он повёл свою войско в верхнюю Сирию, чтобы в случае неудачи переговоров вторгнуться во владения Птолемея.
В это время к Антигону прибыли послы от Птолемея и его союзников с неприемлемыми условиями:
- Сирия и Финикия признаются владениями Птолемея;
- Геллеспонтская Фригия отходит Лисимаху;
- Вавилония возвращается Селевку;
- Асандр получает Лидию и Каппадокию;
- Кассандр сохраняет за собой Македонию и Элладу;
- разделить захваченные в ходе Второй войны диадохов сокровища.

Антигон отверг требования союзников и начал приготовления к войне.
Среди множества проблем при реконструкции событий периода войн диадохов существует сложность их датировки. Один из главных источников по истории войн диадохов, Диодор Сицилийский использовал три античные хронологические системы — от года основания Рима, по афинским архонтам и античным Олимпийским играм. При описании событий, которые последовали за смертью Александра Македонского 11 июня 323 года до н. э., ни он, ни другие авторы не привели точной их датировки. В современной историографии присутствуют три подхода к определению даты того или иного события войн диадохов, которые получили название «высокой» и «низкой» хронологии. Также Э. Ансон выделяет гибридный подход в датировке, который использует элементы «высокой» и «низкой» хронологий. По утверждению Э. Ансона, после исследования Т. Бойи «Between High and Low: A Chronology of the Early Hellenistic Period» в историографии отдают предпочтение «низкой» хронологии.

## Ход событий

### Начало войны. Осада Тира
Весной 315 или 314 года до н. э. Антигон со своими войсками вторгся в Сирию и Финикию и без большого труда изгнал оттуда гарнизоны Птолемея. Единственным городом, который отказался подчиниться Антигону, был Тир. Его главная часть располагалась на острове, имела крепкие стены. Город мог быть взят только с моря при наличии крупного флота, которого у Антигона не было. Более того, около средиземноморского побережья Финикии и Сирии курсировало сто египетских кораблей под командованием Селевка. Антигон построил лагерь на материке напротив города и пригласил к себе местных финикийских царьков и гиппархов. С их помощью была начата постройка флота. Восемь тысяч человек рубили корабельный лес в горах Ливана. Тысячи плотников, кузнецов и парусных мастеров работали на верфях финикийских городов Сидона, Библа и Триполиса. Кроме финикийских портов корабли строили и в Киликии из строевого леса Таврских гор. Также корабли для Антигона согласились строить на Родосе. Одновременно Антигон отправил Агесилая с важным дипломатическим поручением на Кипр. Агесилаю было поручено заручиться поддержкой киприотских царей. Ему удалось склонить на сторону Антигона царей Китиона Пигмалиона, Лапитоса Праксиппа, Аматуса Андрокла и Киринии (имя в античных источниках не указано). Однако он не смог убедить царя Саламина Никокреона, наиболее могущественного из киприотских правителей, заключить союз с Антигоном. В предстоящей войне диадохов он предпочёл принять сторону Птолемея. Также, с дипломатической миссией на Пелопоннес, где имел сильные позиции Полиперхон, Антигон отправил Аристодема. Формально, Полиперхон был регентом Македонской империи, однако его власть, после поражений от Кассандра в ходе Второй войны диадохов, распространялась лишь на часть Пелопоннеса.
Осада Тира продлилась 15 месяцев. В конце 314 года до н. э. к Антигону в лагерь под Тиром прибыл с дипломатическим визитом сын Полиперхона Александр. На войсковом собрании Антигон обвинил Кассандра в убийстве Олимпиады, плохом обращении с малолетним сыном Александра и его матерью Роксаной, насильственной женитьбе на сестре Александра Фессалонике, восстановлении Фив. Собрание объявило Кассандра врагом. Также было объявлено, что «все греки должны быть свободными, не иметь иностранные гарнизоны, и быть самоуправляемыми». Антигон надеялся, что Тирский манифест вызовет брожение в греческих полисах, которые были заняты войсками Кассандра. Возможно, в это же время был заключён союз между Антигоном и Полиперхоном. Полиперхон, по одной из версий, соглашался с передачей Антигону титула регента Македонской империи, а сам становился «стратегом Пелопоннеса». Взамен он получал деньги и военную поддержку. Для Антигона также было выгодным получить союзного военачальника в самой Греции. Пропагандистский эффект манифеста состоял в том, что теперь Антигон позиционировал себя защитником царя, который ведёт войну с узурпатором, пока законный правитель империи находится в заточении.

### Военные действия в Малой Азии
В 315 году до н. э. сатрап Карии Асандр, который опасался растущих мощи и влияния Антигона, заключил союз с его врагами Птолемеем и Кассандром. К этому времени, согласно предположению И. Г. Дройзена, Асандр значительно расширил свои владения в Малой Азии, распространив свою власть на Ликию и, по одной из версий, Каппадокию. В 315 или 314 году до н. э. Антигон отправил войско под командованием своего племянника Полемея в Каппадокию. Ему было поручено осадить Амис, изгнать из области войска Кассандра, а также занять позиции на Геллеспонте, чтобы предотвратить гипотетическую переправку войск Кассандра из Европы в Азию. В Каппадокии Полемей обнаружил, что Амис осаждён военачальником Кассандра Асклепиодором. Полемей смог снять осаду с города, а затем, по достижении перемирия, когда Асклепиодор покинул провинцию, восстановил в сатрапии власть Антигона. После этого Полемей прошёл через Вифинию и вынудил вифинского царя Зипойта снять осаду с Астака и Халкидона. Затем Полемей взял заложников и заключил союзы с Зипойтом, а также Астаком и Халкидоном, после чего, по приказу Антигона, отправился в Ионию. Приближение войска Полемея вынудило Селевка снять осаду с Эрифр.
В 315/314 году до н. э. Птолемей отправил на Кипр экспедицию во главе с Менелаем, которая включала 100 кораблей под командованием наварха Поликлита и 10 тысяч воинов под командованием Мирмидона. На Кипре состоялся военный совет, на котором присутствовал также командующий египетским флотом Селевк. Военачальники приняли решение разделить силы: Поликлит с пятьюдесятью кораблями отправился на Пелопоннес, чтобы вести войну против Александра и Полиперхона, которые перешли на сторону Антигона, а Мирмидон со своими наёмниками — в Карию на помощь Асандру, в чьи владения вторгся племянник Антигона Полемей. Селевк и Менелай остались на Кипре, чтобы помочь царю Саламина Никокреону. Поликлит достиг восточной гавани Коринфа Кенхрей, где узнал, что Александр, сын Полиперхона, перешёл на сторону союзника Птолемея Кассандра. После этого он счёл свою задачу выполненной и отплыл в Памфилию. Оттуда он последовал в Киликию, где, в районе Афродизиаса, устроил засаду в которую попало войско Перилая. Сам военачальник попал в плен. На помощь Перилаю попытался прийти флот Феодота. Поликлит, в свою очередь, вывел спрятанные за скалистым мысом корабли, чем обескуражил противника. В результате корабли Феодота были захвачены, а сам военачальник ранен и вскоре умер. После этой двойной победы Поликлит через Кипр достиг Пелусия. Птолемей «похвалил его [Поликлита], одарил его большими подарками, и так высоко продвинул по службе, как будто тот был творцом важнейшей победы».
Со стороны Кассандра в Карию было отправлено войско под командованием Препелая. Экспедиция была неуспешной. Войско отплыло из Пидны в Карию на 36 кораблях. По прибытии Препелай и Асандр отправили Евполема, предположительно подчинённого Препелая, к Каприме с 8 тысячами воинов и 200 всадников, чтобы тот устроил засаду. Однако Полемей вовремя узнал о месторасположении врага и напал на спящий лагерь, в результате чего всё войско, включая Евполема, попало в плен.
Асандр был вынужден заключить с Антигоном мирный договор, согласно которому он передал ему свои войска, отказался от власти над греческими полисами, однако сохранил свою сатрапию. В качестве заложника Антигону был выдан брат Асандра Агафон. Взамен, Антигон соглашался оставить, хоть и под своим управлением, Асандра сатрапом Карии. Однако вскоре Асандр нарушил условия мирного договора. Он смог устроить побег своего брата и обратился за помощью к Птолемею, Кассандру и Селевку. После этого Антигон отправил на покорение Карии флот под комендованием Медия и войска под командованием Докима и Полемея. Они сумели захватить прибрежные города Милет и Ясос, в то время как сам Антигон завоевал Траллы и Кавн. Предположительно, Асандр с Агафоном бежали в Египет к Птолемею.

### Военные действия в Греции и Эгейском море
В начале войны преимуществом во флоте обладал Птолемей. Его флот под командованием Селевка курсировал по Эгейскому морю и около прибрежных владений Антигона. После того как Антигон смог построить мощный флот он отправил Диоскурида с флотом из 190 судов в Эгеиду для защиты союзников и с целью привлечения населения островов, державшихся нейтралитета, на сторону Антигона. По всей видимости, Диоскуриду сопутствовал успех, что привело к созданию Островной Лиги.
В 314 году до н. э. к Лемносу приплыли двадцать афинских кораблей под командованием наварха Аристотеля, к которым присоединился флот Птолемея под командованием Селевка. Союзники предприняли попытку склонить лемносцев к восстанию против Антигона, однако она окончилась неудачей. Тогда столица Лемноса была взята в осаду, а окрестности подверглись разорению. Впоследствии Селевк отплыл к Косу, о чём узнал Диоскурид. Племянник Антигона совершил стремительное нападение, окончившееся захватом большей части афинских судов и пленением их команды.
В 313/312 году до н. э. Антигон отправил своего племянника Телесфора с войском на пятидесяти кораблях на Пелопоннес. Официально поход был предпринят под лозунгом освобождения греков, чтобы «внушить эллинам надежду, что он [Антигон] в действительности беспокоится об их автономии». Миссия Телесфора вначале была очень успешной. Он заставил Полиперхона, который перешёл на сторону врагов Антигона, покинуть практически все города на Пелопоннесе за исключением Коринфа и Сикиона. Пассаж у Диодора Сицилийского: «ибо в этих городах у Полиперхонта были свои ставки, поддерживаемые крупными силами и уверенностью в прочности позиции» — даёт основание предположить, что Полиперхон без боя покинул большую часть полуострова и со своими войсками укрылся в двух крепостях, где мог оказывать сопротивление.
После этого Телесфор с двадцатью кораблями и тысячей воинов вместе с флотом наварха Медия в сто кораблей попытался снять осаду войск Кассандра с эвбейского города Орей. Хоть им и удалось сжечь несколько македонских кораблей правителя, подкрепление со стороны афинян заставило Телесфора и Медия отступить.
В 312/311 году до н. э. Антигон отправил в Грецию другого своего племянника Полемея, чьи действия оказались намного более успешными. Войска Телесфора были переподчинены Полемею. Причины такого решения Антигона не ясны. Возможно, он посчитал Полемея более подходящим военачальником для этого театра военных действий. Полемей высадился в Беотии, где пополнил своё войско 2000 воинами и 1300 всадниками, с которым направился на Эвбею. В это время Кассандр был вынужден находиться в Македонии, чтобы предотвратить переправу основных сил Антигона из Азии. Полемей захватил Халкиду, Ороп, который передал Беотийскому союзу, заключил союзы с Эрифрами и Каристом, после чего отправился в Аттику. После того как войско Полемея оказалось рядом с Афинами, настроенные оппозиционно к ставленнику Кассандру местному правителю Деметрию граждане города отправили послов к Антигону с предложением союза. После этого Полемей отправился в Беотию, где освободил Фивы. Затем Полемей изгнал гарнизоны Кассандра из Фокиды, после чего вторгся в Опунтскую Локриду.
Опора Антигона на родственников привела к возникновению между ними противоречий. Телесфор, который руководил флотом в Коринфе, завидовал успехам Полемея. Он продал корабли, набрал армию, с которой вторгся в Элиду и даже ограбил священную для всех греков Олимпию. На этом фоне Полемей был вынужден отправиться на Пелопоннес, где заставил Телесфора сдать свои позиции, после чего восстановил святилище и сокровищницу в Олимпии. Таким образом практически вся Греция к югу от Фермопильского ущелья оказалась под контролем Полемея. Кассандр был вынужден признать своё поражение и начал переговоры с Полемеем и Антигоном.

### Битвы при Газе и Миунте
После капитуляции Тира Антигон отправился в Малую Азию. В Сирии он оставил войско под командованием сына Деметрия, к которому приставил своих наиболее опытных военачальников.
В 313 или 312 году до н. э. войско Птолемея, при котором также находился военачальник Селевк, выступило из Александрии. Сначала Птолемей дошёл до Пелузия, а затем, после кратковременной остановки, пересёк пустыню и достиг Газы, где со своим войском расположился Деметрий. Советники Деметрия Неарх, Пифон, Андроник и Филипп, советовали не вступать в сражение со столь опытным противником как Птолемей, который к тому же имеет численное преимущество. Деметрий «не обратил на них внимания, но самонадеянно готовился к столкновению, поскольку он был очень молод и хотел участвовать в столь великой битве отдельно от своего отца». Возможно, Деметрий хотел повторить успех Александра, который несмотря на предостережения самого опытного военачальника в македонской армии Пармениона, начал сражение и одержал первую блестящую победу при Гранике во время азиатского похода. И. Г. Дройзен датировал битву при Газе весной 312 года до н. э., А. С. Шофман — зимой 313/312 года до н. э. Современные авторы, которые придерживаются «низкой хронологии», датируют битву при Газе зимой 312/311 года до н. э.
Битва развернулась на приморской равнине, так что правый фланг армии Деметрия выходил к морю. По составленному Деметрием плану решающей должна была стать атака конницы на левом фланге, после которой фаланга Птолемея была бы прижата к воде. Поэтому он сосредоточил здесь свои основные силы — около 3 тысяч всадников, в том числе две сотни своих «друзей», среди которых был и Пифон, а также 800 гетайров. Здесь же находились 30 слонов и 1,5 тысячи легковооруженных пехотинцев. В центре были расположены 11 000 тяжелых пехотинцев и 13 слонов, а у моря — 1,5 тысячи всадников, которым приказали только прикрывать свои отряды. Правое крыло состояло из 1500 всадников под командованием Андроника. По плану Деметрия, это крыло было вспомогательным. Андроник получил приказ избегать участия в сражении и отвести свои силы назад за линию пехоты.
Тем временем Птолемей и Селевк выстроили своё войско в порядке, где основные силы находились на левом «прибрежном» крыле. Они были уверены, что сражение будет развиваться по «классической» схеме, однако вовремя оценив план противника, который повторял действия Эпаминонда в битве при Левктрах, а также Антигона в битвах в Паретакене и Габиене, быстро переменили диспозицию своих сил. Наиболее боеспособные части войска они переместили на правый фланг. Историки отмечают, что Деметрий, по неизвестным причинам, не воспользовался моментом, когда в войске противника происходила ротация, и оно было ослаблено.
Согласно Диодору Сицилийскому, Антигон оставил Деметрию войско из десяти тысяч наёмников, двух тысяч македонян, пятисот ликийцев и памфилийцев, четырёхсот персидских лучников и пращников, 4400 или 5000 всадников и 43 боевых слона. Птолемей имел преимущество в пехоте (18 тысяч и неизвестное количество вспомогательных войск из числа египтян), меньше конницы (4 тысячи) при отсутствии, либо незначительном количестве, боевых слонов.
А. Дивайн выделил три фазы битвы при Газе. Сражение началось на главном фланге между конницей Деметрия и Птолемея. Первая схватка конницы шла на равных, без явного преимущества у какой-либо из сторон («лучшие всадники состязались друг с другом в доблести, поскольку их полководцы сражались бок о бок с ними»). На этом фоне Деметрий послал в бой слонов (вторая фаза битвы согласно А. Дивайну). Он предполагал, что этой силе противник ничего не сможет противопоставить. Однако, животные попали на «минное поле». После того как погонщики погибли от обстрелов лучников и пращников, слоны были захвачены воинами Птолемея. При виде этой неудачи конница, а затем и остальное войско Деметрия обратились в бегство (третья фаза битвы согласно А. Дивайну).
Непосредственно после сражения Птолемей подчинил финикийские города. Битва при Газе имела важные стратегические последствия для дальнейшего хода войн диадохов. Во-первых, она перечеркнула планы Антигона о восстановлении единой власти в Македонской империи Александра. После победы Птолемей планировал дальнейший захват Сирии и Финикии. Во-вторых, она открыла врагам Антигона путь вглубь его азиатских владений. Селевк, воспользовавшись моментом, решил вернуть себе власть в Вавилоне. Птолемей выделил военачальнику тысячу воинов и 200 всадников, с которыми Селевк и отправился в Вавилонию. Деметрий, занятый подготовкой обороны от дальнейшего наступления Птолемея, не мог помешать этому походу. Впоследствии Селевк смог не только вернуть себе власть в регионе, но и нанёс Антигону сокрушительное поражение при Ипсе в 301 году до н. э. и создал государство Селевкидов.
После поражения при Газе Деметрий Полиоркет отступил из Сирии и набрал в Киликии новое войско. При известии о новом походе Деметрия Птолемей отправил ему навстречу войско под командованием Килла. Киллу было поручено либо изгнать Деметрия из Сирии, либо отрезать ему пути отступления и впоследствии уничтожить. Деметрий от своих лазутчиков узнал, что Килл встал лагерем в Миунте (месторасположение неизвестно), не выставив должной охраны. Тогда он совершил форсированный марш и неожиданно напал на Килла утром. Таким образом, Килл вместе с войском без боя попал в плен.

## Заключение мира. Последствия
Основные положения мирного договора, который завершил Третью войну диадохов в 311 или 310 году до н. э., изложены у Диодора Сицилийского. Основная его часть была посвящена урегулированию взаимоотношений между диадохами:
- Кассандр оставался «стратегом Европы» (то есть Македонии и Греции) до совершеннолетия малолетнего Александра IV;
- за Лисимахом и Птолемеем была подтверждена власть над их прежними владениями;
- Антигон оставался «главным во всей Азии», что подтверждало пожалованный ему ещё в 320/319 году до н. э. титул «стратега Азии».

Мирный договор внешне фиксировал статус-кво, который существовали на начало войны, однако, по сути, был основан на уступках всех сторон. Антигон отказался от претензий на верховную единоличную власть в Македонской империи, в то время как его противники от первоначальных территориальных и денежных претензий. Одновременно, заключение мира являлось дипломатической победой Антигона, так как освобождало силы для войны с Селевком. Сам Селевк в договоре не упомянут, таким образом война между ним и Антигоном продолжалась.
Второй важной составной частью мирного договора был пункт об автономии греческих полисов. В реальности это означало сохранение местных законов, права чеканки монеты и свободы от гарнизонов кого-либо из диадохов. Вступление в тот или иной союз определялось отдельными договорами. Так, малоазийские греческие договора, хоть и были подчинены власти Антигона, формально сохраняли независимость, в них продолжали собираться Народные собрания, а также функционировать собственные магистратуры.
По мнению современных историков, мирный договор 311/310 года до н. э. предполагал смерть последнего македонского царя из династии Аргеадов малолетнего Александра IV. Диадохи понимали, что формально срок их полномочий заканчивался с совершеннолетием Александра IV. Кассандр стал воспринимать Александра IV в качестве реальной угрозы для своей власти. Это ощущение дополняли разговоры македонян о необходимости передать Александру IV престол его предков. В этих условиях Кассандр, при молчаливом согласии других диадохов, поручил тайно убить Александра IV с матерью.
Мир, который завершил Третью войну диадохов, не разрешил основные противоречия между военачальниками Александра. Он дал им лишь кратковременную передышку для подготовки к новой войне. По мнению И. Г. Дройзена, Антигон, Птолемей, Кассандр и Лисимах в конце Третьей войны диадохов оказались слабее чем в её начале. Соответственно, в этой войне победителей не было. Птолемей потерял Сирию, Кассандр утратил большую часть своего влияния в Греции. У Антигона был захвачен один из главных и центральный город его владений Вавилон. Также остаётся неясным, кто из диадохов был инициатором мирных переговоров. Каждый из них имел свои мотивы для прекращения войны. В западных владениях Птолемея восстал правитель Киренаики Офелл, в центральной части Македонской империи Селевк захватил Вавилон у Антигона. Кассандр и Лисимах также не видели выгодных для себя переспектив при продолжении войны.
Также мирный договор фиксировал прекращение существование единой Македонской империи. С момента его подписания сатрапии или группы сатрапий, которыми управляли диадохи, фактически, становились независимыми государствами.

### Исследования
- Абакумов А. А. Боевые слоны в истории эллинистического мира (последняя треть IV — II вв. до н. э.). — М.: ООО Издательство «Книга», 2012. — 116 с. — ISBN 978-5-91899-078-0.
- Дройзен И. Г. История эллинизма. — Ростов-на-Дону: Феникс, 1995. — Т. 2. — 544 с. — ISBN 5-85880-079-3.
- Киляшова К. А. Политическая роль женщин при дворе македонских царей династии Аргеадов. Диссертация на соискание учёной степени кандидата исторических наук / Научный руководитель доктор исторических наук, профессор Э. В. Рунг. — Казань: Казанский (Приволжский) федеральный университет, 2018.
- Королев К. Войны античного мира: Македонский гамбит. — М.: Издательство АСТ, 2003. — (Военно-историческая библиотека). — ISBN 5-17-012401-5.
- Ранович А. Б. Эллинизм и его историческая роль. — Л.: Издательство АН СССР, 1950.
- Самохина Г. С. Мир 311 г. до н. э.: его дипломатическое оформление, политическое значение и место в борьбе диадохов за власть // МНЕМОН: исследования и публикации по истории античного мира. — 2005. — № 4. — С. 191—218. — ISSN 1813-193X.
- Смирнов С. В. Государство Селевка I (политика, экономика, общество) / Подписано к печати и издано по решению Учёного совета Университета Дмитрия Пожарского. — М.: Русский фонд содействия образованию и науке, 2013. — 344 с. — (Приложение №5 к журналу "Аристей. Вестник классической филологии и античной истории"). — ISBN 978-5-91244-099-1.
- Смирнов С. В. От Вавилона до Трипарадиса: малые диадохи в контексте политической истории раннего эллинизма // Восток. Афро-азиатские общества: история и современность. — 2015. — № 5. — С. 73—79. — ISSN 2713-0401.
- Шофман А. С. Распад империи Александра Македонского / Печатается по постановлению редакционно-издательского совета Казанского университета. Отв. редактор В. Д. Жигунин. — Казань: Издательство Казанского университета, 1984.
- Anson Edward M. The Chronology of the Third Diadoch War (англ.) // Phoenix. — Classical Association of Canada, 2006. — Vol. 60, no. 3/4. — P. 226—235. — JSTOR 20304611.
- Anson Edward M. Eumenes of Cardia : A Greek among Macedonians (англ.). — Second ed. — Leiden; Boston: Brill, 2015. — XVII, 285 p. — (Mnemosyne Supplements, History and Archaeology of Classical Antiquity, vol. 383). — ISBN 978-90-04-29717-3.
- Billows R. Antigonos the One-eyed and the Creation of the Hellenistic State (англ.). — Berkeley; Los Angeles; London: University of California Press, 1997. — ISBN 0-520-06378-3.
- Buraselis K. Das hellenistische Makedonien und die Ägäis (нем.). — München: C. H. Beck`sche Verlagsbuchhandlung, 1982. — ISBN 3-406-07673-4.
- Devine A. M. Diodorus' Account of the Battle of Gaza (англ.) // Acta Classica. — Classical Association of South Africa, 1984. — Vol. 27. — P. 31—40. — JSTOR 24591719.
- Heckel W. Who's Who in the Age of Alexander and his Successors. From Chaironea to Ipsos (338—301 BC) (англ.). — Barnsley: Greenhill Books, 2021. — 554 p. — ISBN 978-1-78438-648-1.
- Lenschau T[нем.]. Polykleitos 3 // Paulys Realencyclopädie der classischen Altertumswissenschaft :  [нем.] / Georg Wissowa. — Stuttgart : J. B. Metzler’sche Verlagsbuchhandlung, 1952. — Bd. XXI,2. — Kol. 1594—1596.
- Meeus A. Diodorus and the Chronology of the Third Diadoch War (англ.) // Phoenix. — Classical Assosiation of Canada, 2012. — Vol. 66, no. 1/2. — P. 74—96. — doi:10.7834/phoenix.66.1-2.0074.
- Romm J. Demetrius Sacker of Cities (англ.). — New Haven & London: Yale University Press, 2022. — ISBN 978-0-300-25907-0.
- Simpson R. H. Polyperchon and the Macedonian Regency (англ.) // Historia: Zeitschrift für Alte Geschichte. — Franz Steiner Verlag, 1957. — Vol. 6, no. 3. — P. 371—373. — JSTOR 4434536.
- Wheatley P. The Chronology of the Third Diadoch War, 315—311 B. C. (англ.) // Phoenix. — Classical Assosiation of Canada, 1998. — Vol. 52, no. 3/4. — P. 257—281. — JSTOR 1088670.